# Copley Square

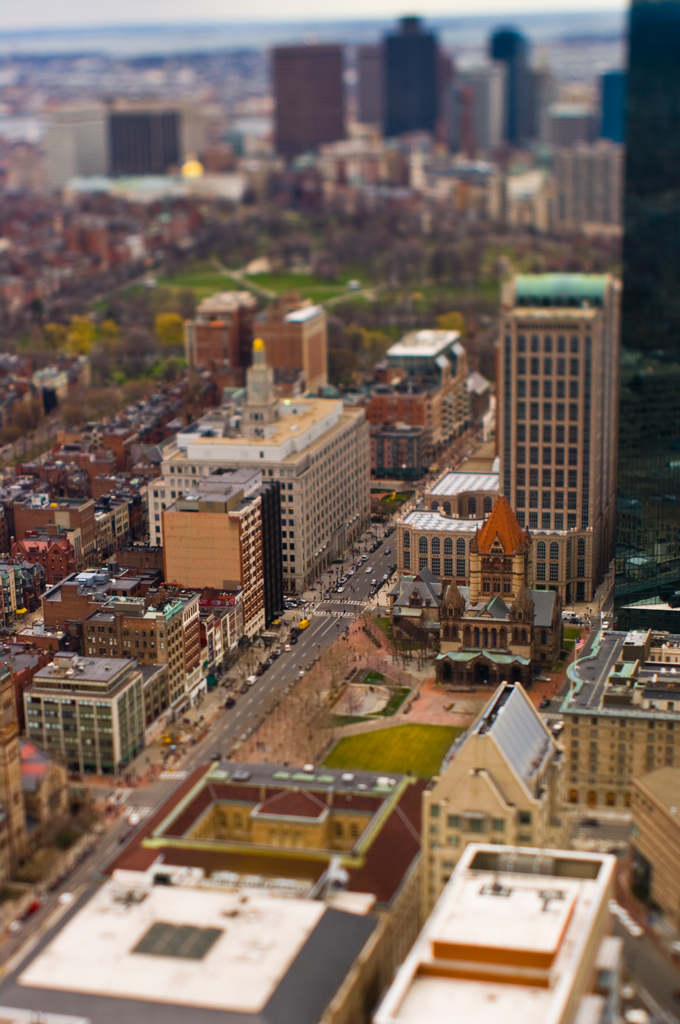
Der Copley Square entlang der Boylston Street, 2009

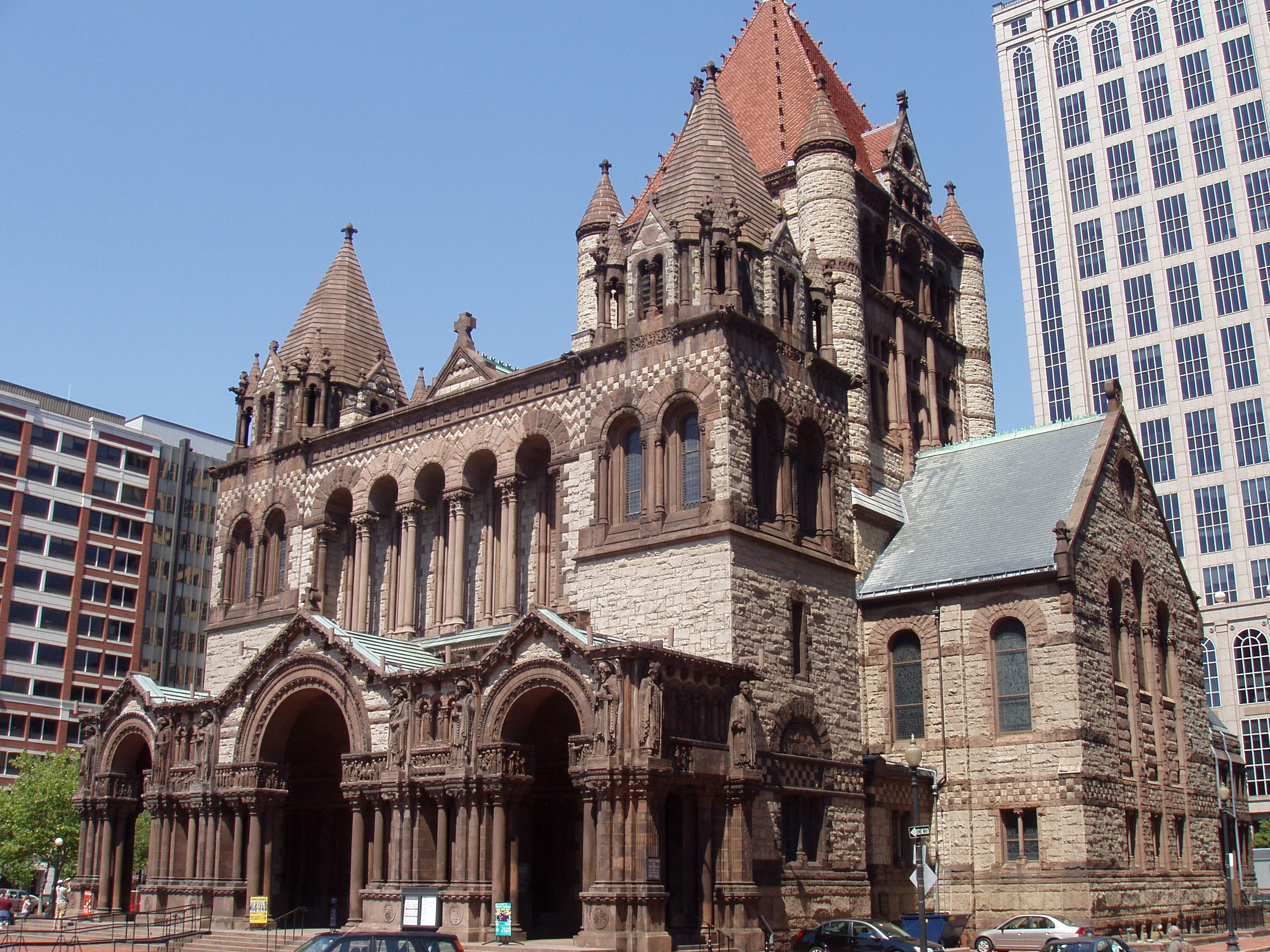
Die Trinity Church, 2005

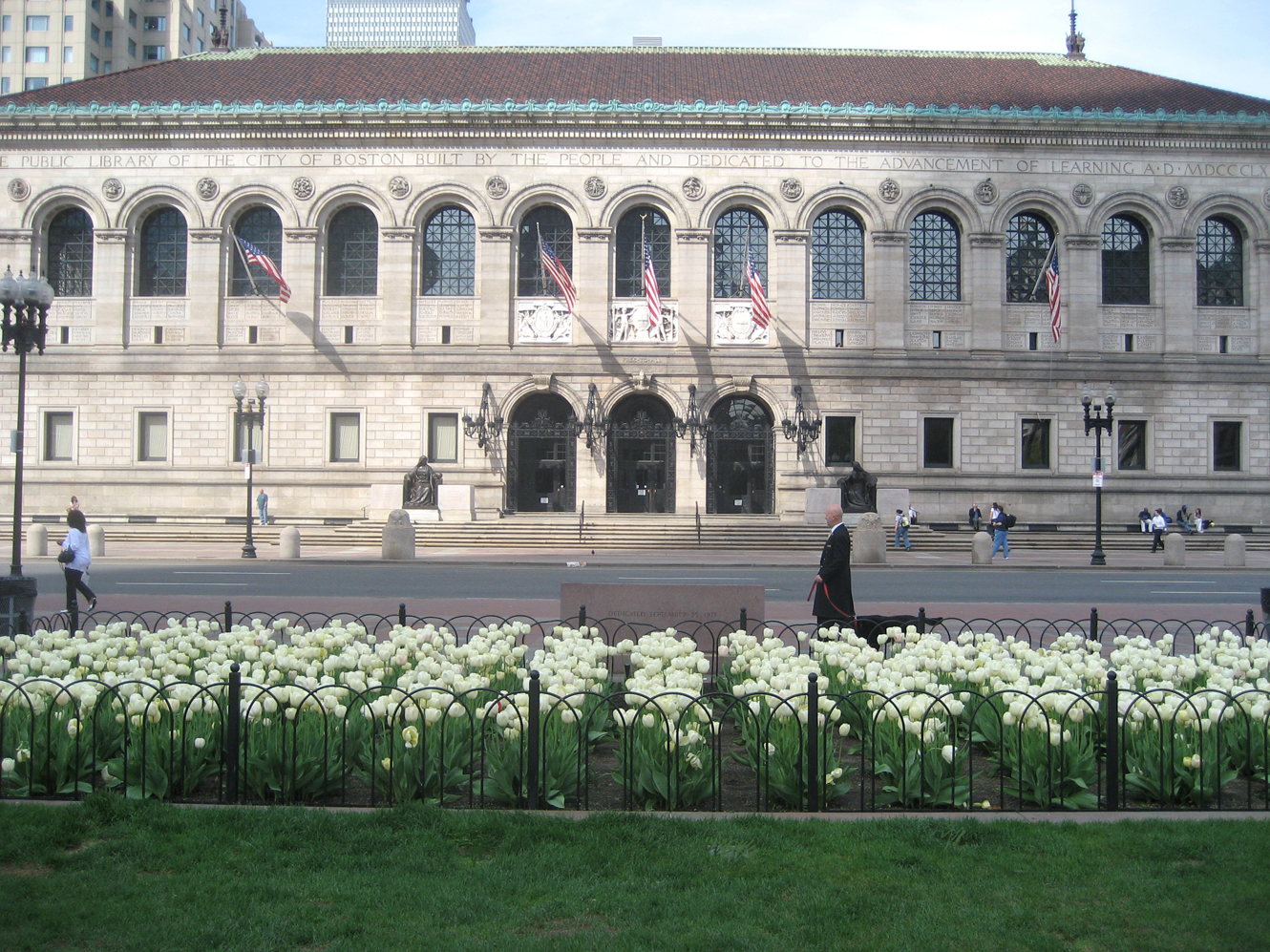
Die Boston Public Library (Foto aus 2007) markiert die Westseite des Copley Square.

Der Copley Square ist ein öffentlicher Platz im Bostoner Stadtteil Back Bay im Bundesstaat Massachusetts der Vereinigten Staaten. Er wurde nach dem Porträtmaler John Singleton Copley benannt, der das Land der Stadt zur Errichtung des Platzes zur Verfügung stellte. Eine vom Bildhauer Lewis Cohen erschaffene Bronzestatue von Copley steht am nördlichen Ende des Platzes. In direkter Nachbarschaft des Platzes endet jährlich der Boston Marathon.

## Grenzen und Geschichte

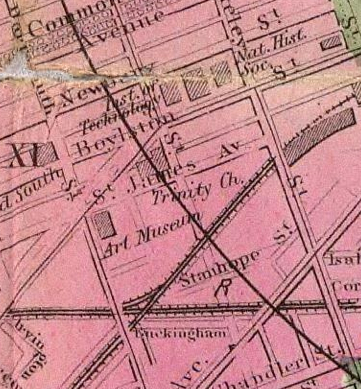
Karte von Boston aus dem Jahr 1888 mit dem Art Square und Umgebung

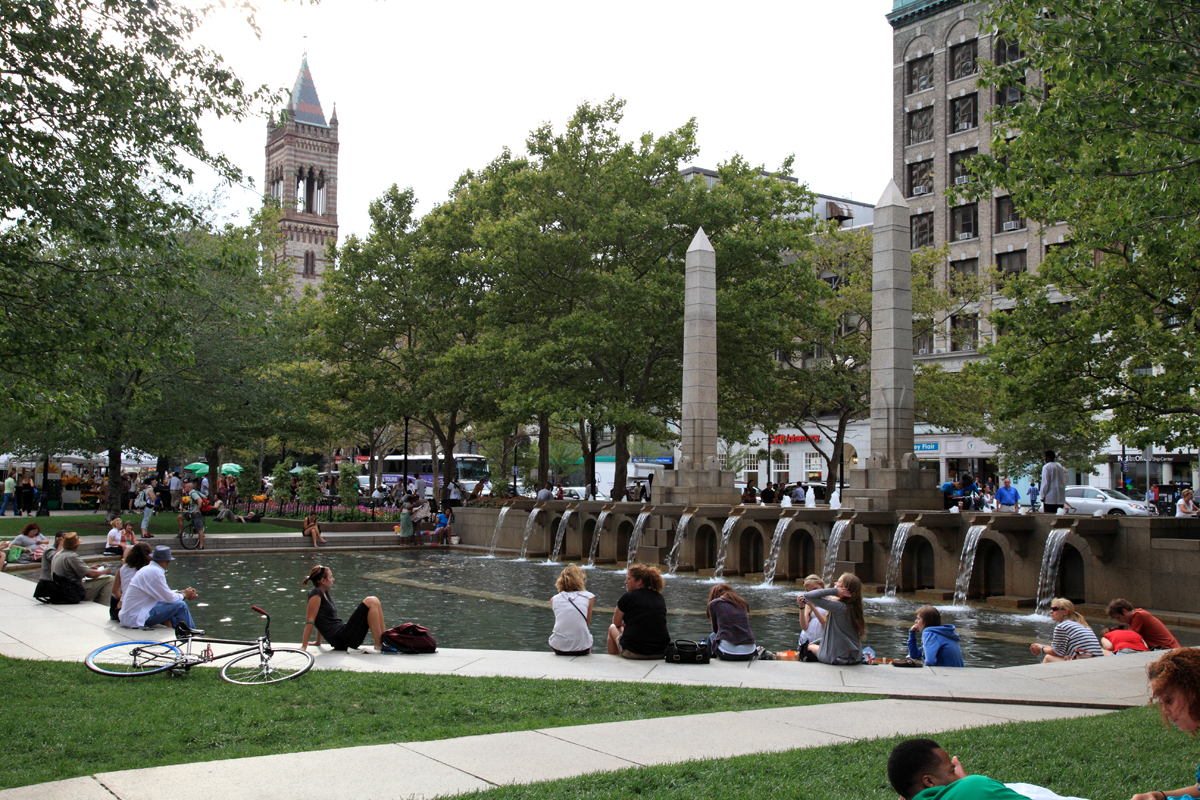
Der Brunnen Copley Square fountain, 2010

Nach dem Historiker Douglass Shand-Tucci wurde das Aussehen des viktorianischen Copley Square durch die Brahmanen von Boston von 1865 bis 1915 wesentlich bestimmt, um eine Agora der Künste und Wissenschaften sowie des Glaubens und des Lernens in der Neuen Welt zu erschaffen.
Die Entwicklung begann mit der Gründung des Massachusetts Institute of Technology (MIT) auf dem Gelände des Copley Square und wurde fortgeführt mit der Ansiedlung des Museum of Fine Arts, des New England Museum of Natural History (heute das Museum of Science), der Trinity Church, der Old South Church, der Boston Public Library, der American Academy of Arts and Sciences, der Massachusetts Normal Art School (heute das Massachusetts College of Art) sowie der Horace Mann School for the Deaf. In späteren Jahren folgten die Boston University, das Emerson College und die Northeastern University. Damit war der Copley Square der Mittelpunkt des Bostoner Bildungswesens, das im 20. Jahrhundert einen wichtigen Bestandteil des intellektuellen Kapitals der gesamten Vereinigten Staaten darstellte.
Der Platz wird begrenzt durch die Boylston Street im Norden, die Clarendon Street im Osten, die St. James Street im Süden und die 
Dartmouth Street im Westen. Das Bauland entstand nach der Aufschüttung der Back Bay Fens im Jahr 1858. Ursprünglich verlief die Huntington Avenue diagonal von Südwest nach Nordost über den Platz. Das Museum of Fine Arts befand sich an der Südseite, wo sich heute das Fairmont Copley Plaza-Hotel befindet. Die Gründungsgebäude des MIT standen an der nordöstlichen Ecke, bis das Institut 1916 auf seinen neuen Campus in Cambridge zog.
Im Jahr 1966 wurde die Huntington Avenue an der Ecke Dartmouth Street/St. James Avenue gekappt, und die heutige Form des Platzes nahm Gestalt an. Dazu wurden die gesamte Fläche gepflastert, um etwa 3,7 m abgesenkt sowie eine pyramidenförmige Brunnenskulptur hinzugefügt.
1983 war die Unzufriedenheit der Öffentlichkeit über fehlende Grünflächen und Sichtlinien so groß geworden, dass das Copley Square Centennial Committee gebildet wurde. In einer Folge von öffentlichen Sitzungen und Seminaren wurden Designrichtlinien für einen neuen Park festgelegt. 1989 wurde ein landesweiter Wettbewerb veranstaltet und das heutige Design als Sieger gekürt. Bereits 1991 konnte der neue Copley Square Park eingeweiht werden. Ein Jahr später wurde das Komitee als Friends of Copley Square neu gegründet und arbeitet seitdem als gemeinnützige Organisation, die sich aus Spenden finanziert und um die Grünanlagen, Brunnen, Denkmäler und Statuen auf dem Platz kümmert.

## Architektur
Der Copley Square ist wohl der einzige Ort, an dem architektonische Werke von Weltrang der Stilrichtungen Neugotik, Revolutionsarchitektur und Neues Bauen versammelt sind. Insbesondere die Trinity Church und Boston Public Library bilden wahrscheinlich die bekannteste Konfrontation in der Geschichte der US-amerikanischen Architektur. Im Folgenden sind die Sehenswürdigkeiten am Copley Square in chronologischer Reihenfolge aufgelistet.
- Die 1873 vollendete Old South Church wurde von Charles Amos Cummings und Willard T. Sears im Venetian-Gothic-Stil entworfen, der wesentlich von John Ruskin (1819–1900) entwickelt wurde. Das Gebäude ist ein National Historic Landmark.
- Die 1874 gebaute Chauncy Hall School war ein hohes viktorianisches Backsteingebäude mit hohen Giebeln und stand bis 1908 an der Boylston Street in der Nähe der Dartmouth Street. Das 1828 von Gideon Thayer gegründete Gymnasium für Jungen wurde 1971 mit der damaligen Mädchenschule in Chapel Hill zur heutigen Chapel Hill - Chauncy Hall School verschmolzen und in Waltham angesiedelt.
- 1876 wurde das von John Hubbard Sturgis und Charles Brigham im neugotischen Stil entworfene Museum of Fine Arts fertiggestellt. Es befand sich ursprünglich an der Südseite des Platzes, wurde aber nach dem Umzug in den Stadtteil Fenway–Kenmore 1910 abgerissen, um Platz für das Copley Plaza Hotel zu machen.
- Nur ein Jahr später folgte 1877 die Fertigstellung der von Henry Hobson Richardson im Stil der Neuromanik entworfenen Trinity Church an der Ostseite des Platzes. Auch dieses Gebäude ist als National Historic Landmark eingetragen.
- Das 1887 gebaute S.S. Pierce Building wurde von S. Edwin Tobey entworfen und diente als Hauptsitz des Unternehmens S.S. Pierce & Co., das 1831 von Samuel Stillman Pierce gegründet worden war. 1958 wurde das Haus abgerissen, um Platz für einen Parkplatz zu schaffen. Heute gehört das Gelände zu Einkaufszentrum Copley Place.
- 1895 wurde das McKim Building der Boston Public Library an der Westseite des Platzes fertiggestellt. Die Bezeichnung geht auf den Architekten Charles Follen McKim zurück, der es im Stil der Renaissance entworfen hatte. In der Geschichte der US-amerikanischen Architektur des 19. Jahrhunderts konkurriert es nur mit dem Kapitol in Washington, D.C. Das Gebäude ist als National Historic Landmark eingetragen und zeigt bemerkenswerte Detailarbeiten von John Singer Sargent, Edwin Austin Abbey, Puvis de Chavanne, Augustus Saint-Gaudens sowie Daniel Chester French.
- Das Copley Plaza Hotel wurde 1912 fertiggestellt und von Henry Janeway Hardenbergh im Stil der Beaux-Arts-Architektur entworfen. Es steht an der Stelle, wo sich früher das Museum of Fine Arts befunden hat.
- 1976 wurde der John Hancock Tower als Sitz des Unternehmens John Hancock Insurance eingeweiht. Das Gebäude war von Henry N. Cobb, gemeinsam mit Ieoh Ming Pei Gründungspartner von Pei Cobb Freed & Partners, entworfen worden. Der Entwurf basiert auf einem Vorschlag von Ludwig Mies van der Rohe für ein gläsernes Hochhaus in Berlin und ist 60 Stockwerke hoch und ist mit der schmalen Seite zum Platz gedreht, so dass er weder die Trinity Church noch den Platz selbst überschattet. Mit 241 m Höhe ist er das höchste Gebäude in Neuengland.
- Das postmoderne Bostix Kiosk aus dem Jahr 1992 in der nordwestlichen Ecke des Platzes wurde von Graham Gund entworfen und basiert auf dem Design von Pavillons in Paris.

## Bauernmarkt

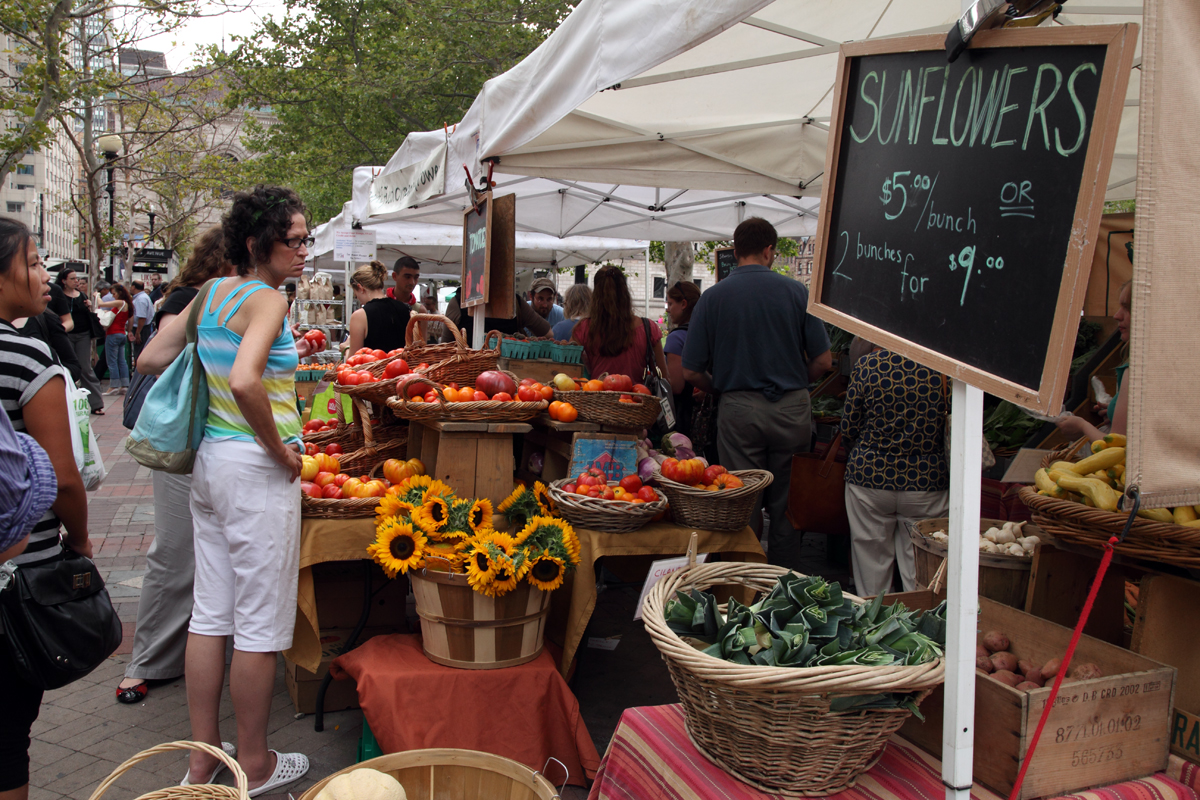
Der Bauernmarkt auf dem Copley Square, 2010

Von Mitte Mai bis zum Dienstag vor Thanksgiving findet jeden Dienstag und Freitag auf dem Copley Square ein Bauernmarkt statt, wo Landwirte und andere örtliche Lebensmittelproduzenten ihre Waren von 11 Uhr morgens bis 18 Uhr abends anbieten. Verkauft werden vor allem Früchte, Gemüse, Gewürze, Honig, Backwaren, Käse, Fleisch von Produzenten aus der Umgebung sowie Gartenpflanzen und Schnittblumen. Der Markt verteilt sich über die Süd-, West- und Nordgrenzen des Platzes.

## Verkehr
Direkt unter dem Platz hält an der Haltestelle Copley die Green Line der MBTA. In der nahegelegenen Station Back Bay können Züge der MBTA Commuter Rail sowie die Orange Line erreicht werden. An der Südseite des Platzes halten die MBTA-Buslinien 9, 10, 39, 55, 503 und 502.

## Fotostrecke

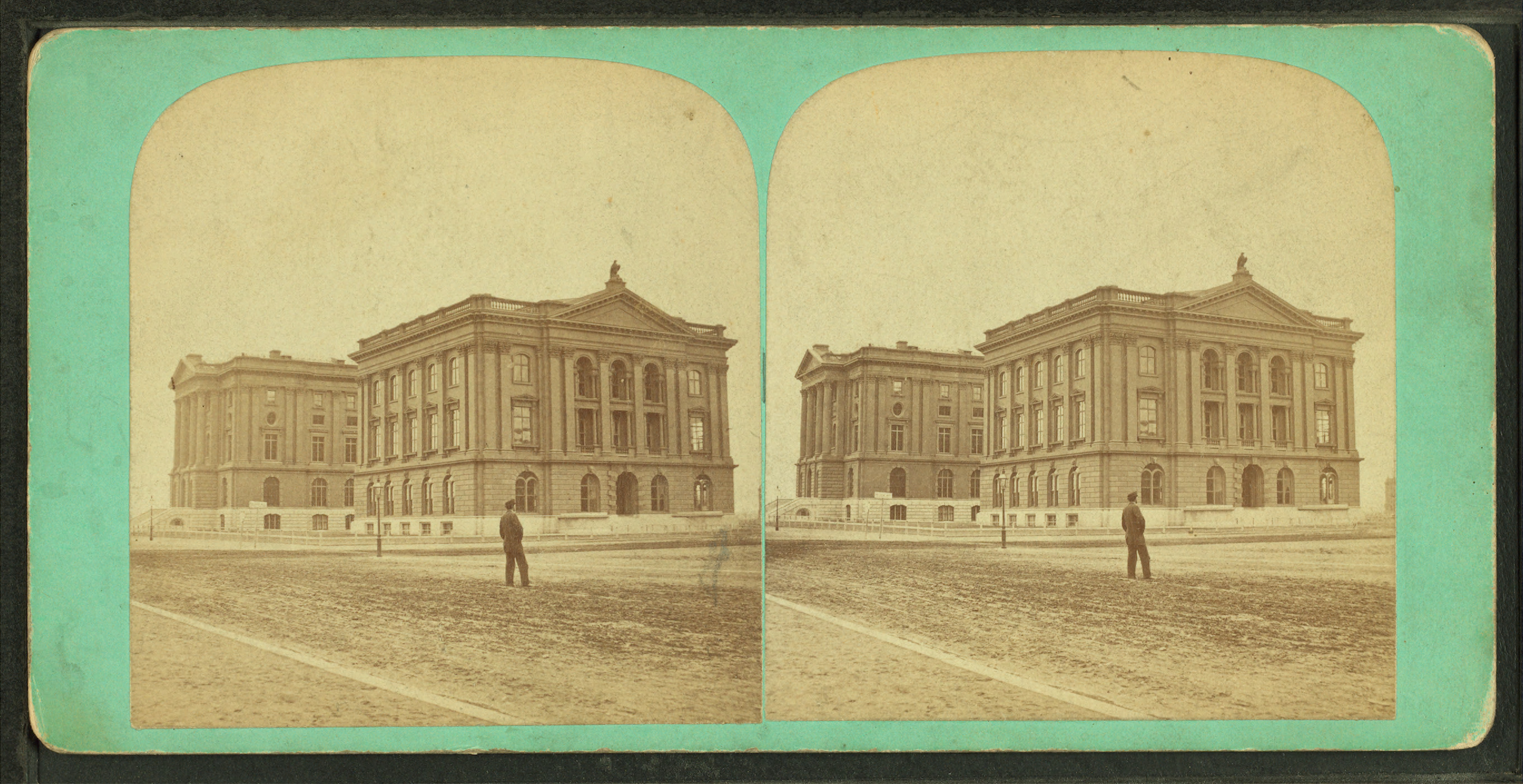
Das MIT (links) und das New England Museum of Natural History (rechts) an der Boylston Street Ecke Berkeley Street, ca. 1870
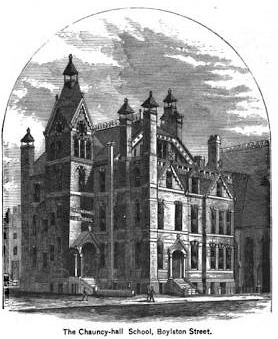
Die Chauncy Hall School, ca. 1881
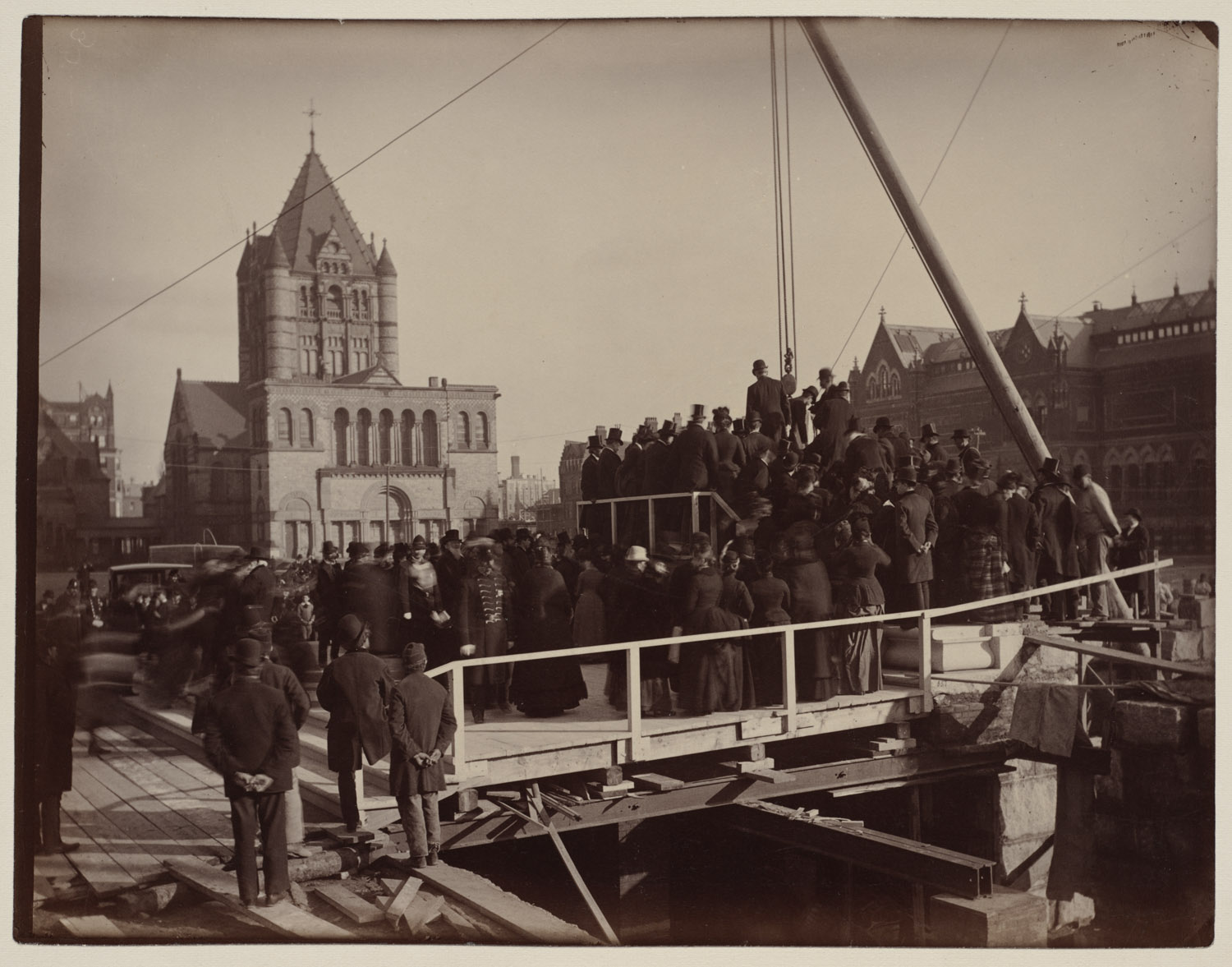
Grundsteinlegung am McKim Building der Boston Public Library am 28. November 1888
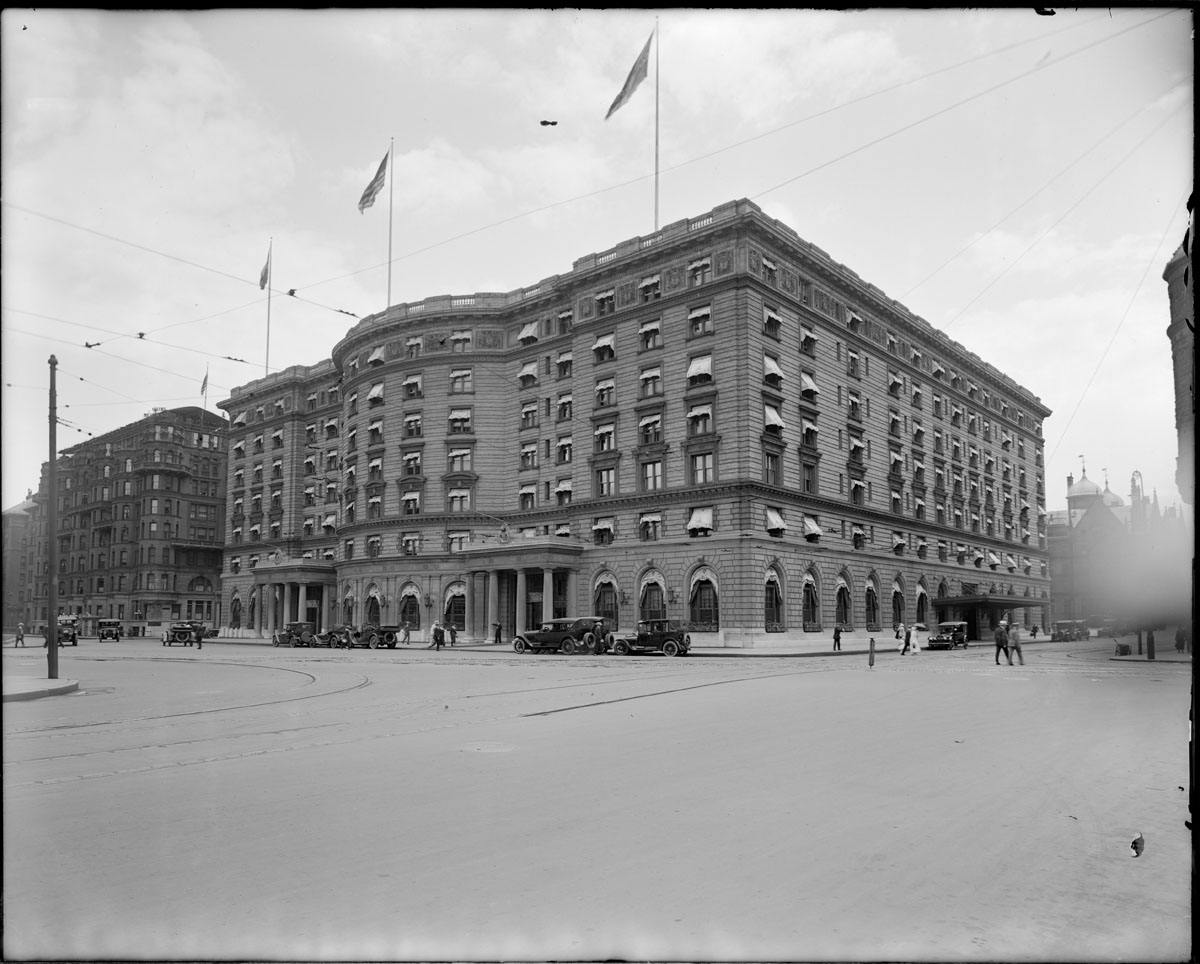
Copley Plaza, 1920
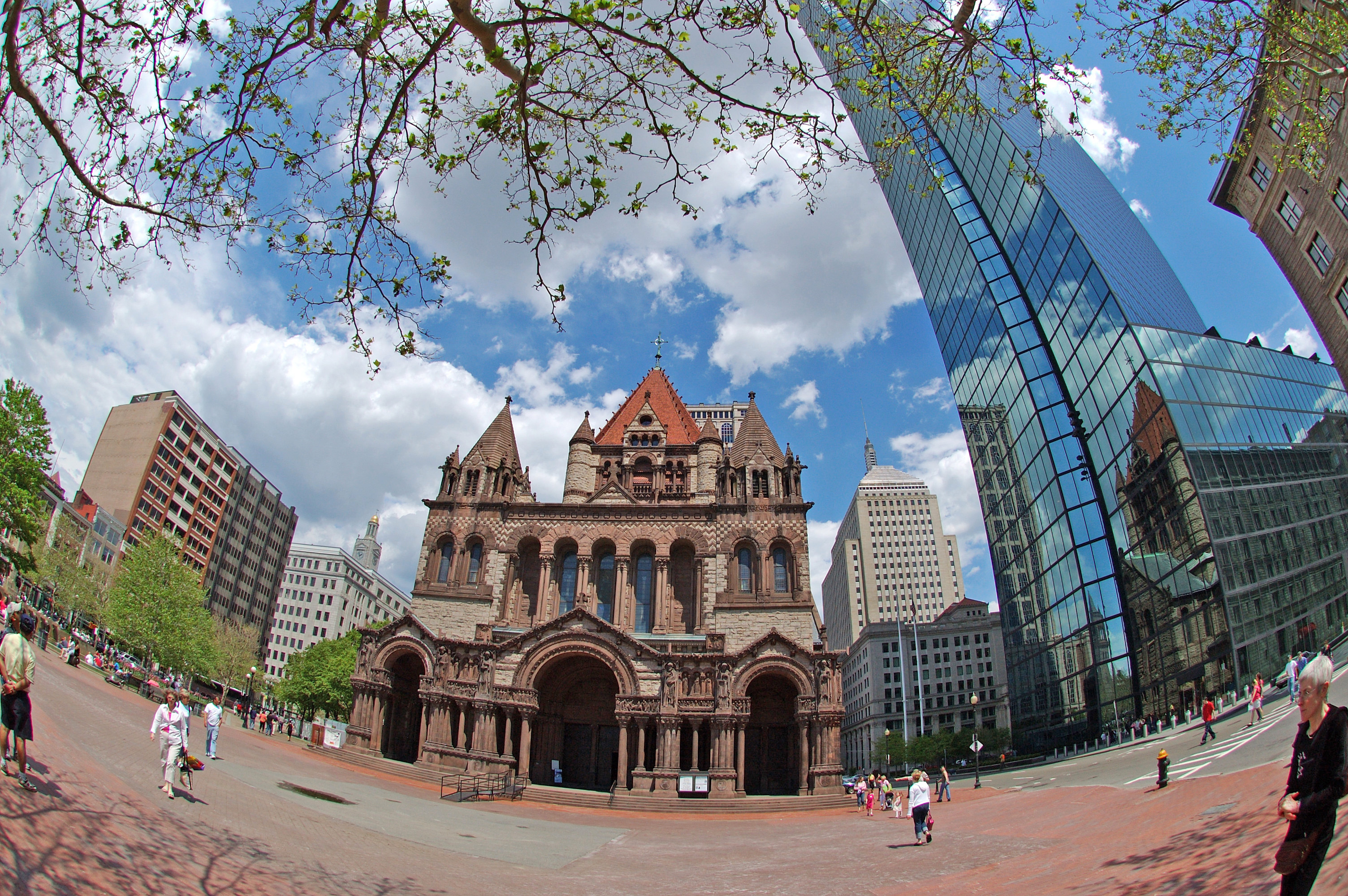
Der Copley Square, 2005
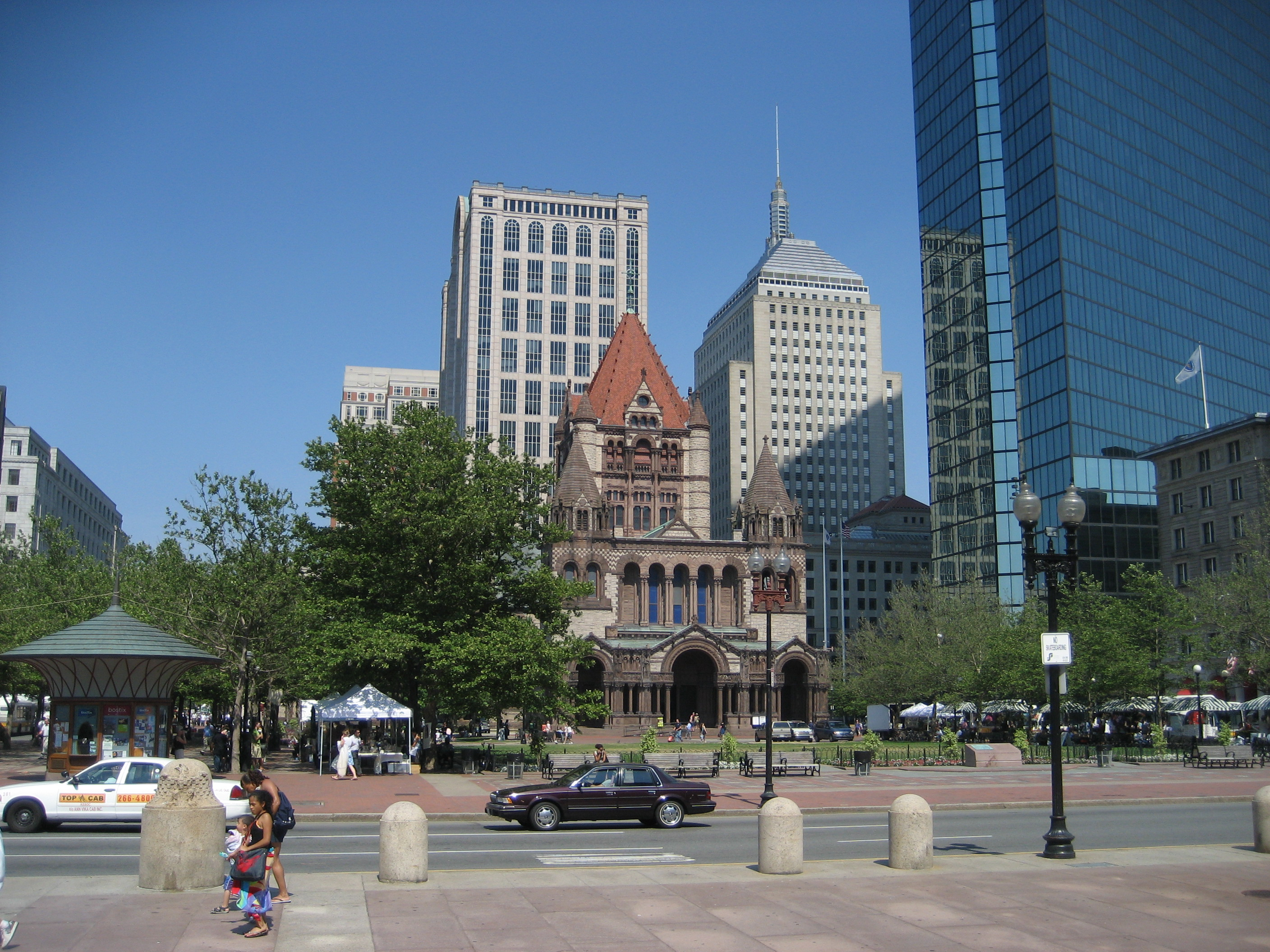
Die Trinity Church , 2007
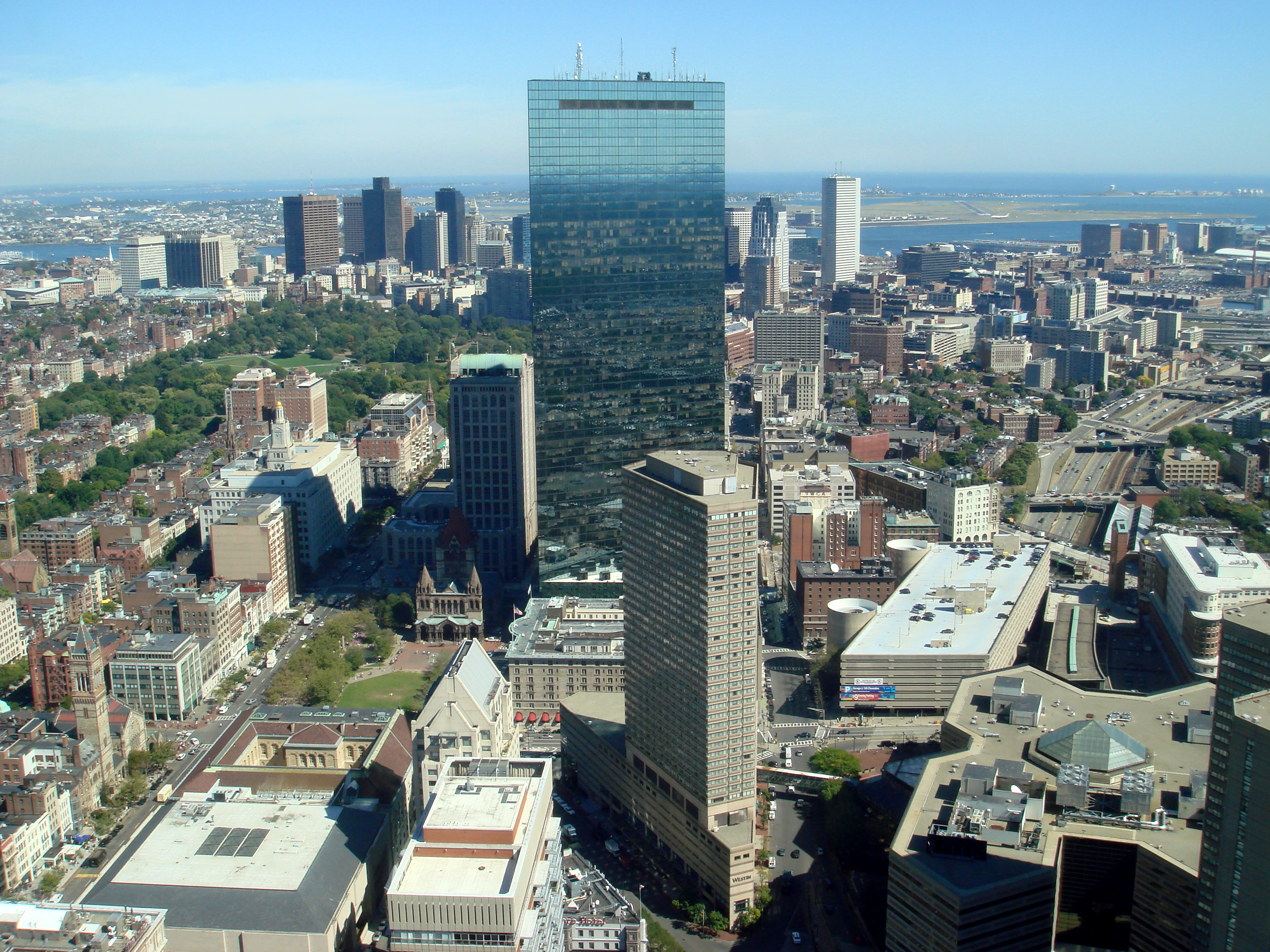
Der Hancock Tower, 2007